# Andrzej Zebrzydowski
Andrzej Zebrzydowski herbu Radwan (ur. 1496 w Więcborku, zm. 23 maja 1560 we Wrześni) – biskup krakowski od 25 lutego 1551, kujawski w latach 1546–1551, chełmski od 8 czerwca 1545 do 19 marca 1546, kamieniecki od 1543, sekretarz Zygmunta I Starego, kanonik kapituły katedralnej poznańskiej instalowany w 1525 roku.
W 1518 rozpoczął studia w Akademii Krakowskiej skąd przeniósł się do Bazylei, gdzie był uczniem Erazma z Rotterdamu, a następnie w 1529 do Paryża, gdzie studiował prawo i teologię. Ostatecznie studia zakończył w 1530 w Padwie. Koszty jego kształcenia pokryli: biskup krakowski Piotr Tomicki oraz prymas Andrzej Krzycki, który był jego wujem.
W 1530 został kanonikiem krakowskim, a rok później płockim. Pełnił także funkcje kapelana królowej Bony. W 1555 już jako biskup krakowski próbował zatrzymać ją w Polsce prosząc by nie wyjeżdżała do Bari.
Był posłem Zygmunta I Starego na sejmik województwa poznańskiego i kaliskiego w Środzie w 1542 i 1543 roku.
Sprawowanie przez niego biskupstwa nastąpiło w okresie masowego przechodzenia szlachty na kalwinizm a mieszczaństwa na luteranizm. Oburzony na króla Zygmunta II Augusta, iż ten nie próbuje temu zapobiegać w 1558 opuścił Kraków i przeniósł się do rodzinnego Więcborka. Jednak on sam wyznawał zasadę, cyt. A wierz sobie i w kozła, bylebyś dziesięcinę płacił. Zmuszony do powrotu przez kapitułę krakowską zmarł w trakcie podróży. Został pochowany w katedrze wawelskiej w kaplicy obok zakrystii.
W Krakowie jako kanonik, a później jako biskup, mieszkał przy ulicy Kanoniczej 12.
W krużgankach klasztoru OO Franciszkanów zachował się jego portret, a w katedrze pomnik nagrobny autorstwa Jana Michałowicza z Urzędowa.